# Rhipidia impicta
Rhipidia impicta är en tvåvingeart som först beskrevs av Edwards 1933.  Rhipidia impicta ingår i släktet Rhipidia och familjen småharkrankar. Inga underarter finns listade i Catalogue of Life.